# Budějovická
Budějovická – stacja linii C metra praskiego (odcinek I.C), położona w dzielnicy Krč, pod skrzyżowaniem ulicy Budziejowickiej i Ivana Olbrachta (dawniej plac Budziejowicki – Budějovické náměstí).